# Прикордонний конфлікт між Суданом та Південним Суданом
Прикордонний конфлікт між Суданом і Південним Суданом, що спалахнув 26 березня 2012, обумовлений труднощами у встановленні кордону при проголошенні незалежності Південного Судану, який здобув суверенітет в ході тривалої збройної боротьби проти сіверян і втручання міжнародного співтовариства.
Конфлікт проходить у формі періодичних нападів мобільних груп воюючих сторін на ворожу територію без встановлення лінії фронту. Судан кілька разів проводив повітряні бомбардування південносуданських позицій. Нафтовидобувна інфраструктура регіону значною мірою зруйнована, що підсилює економічні негаразди обох країн.

## Передумови
В основі конфлікту лежить давня міжетнічна ворожнеча між арабомовною ісламською Північчю і християнсько-анімістичними племенами Півдня. Конфлікт ускладнюється наявністю значних запасів вуглеводнів в спірних прикордонних провінціях Аб'єй, Ель-Вахда і Південний Кордофан.
Південний Судан вторгся і швидко зайняв невелике прикордонне місто Гегліг до моменту захоплення його суданською армією. Сутички невеликого масштабу тривали до моменту підписання угоди щодо кордону і природних ресурсів 26 вересня, яка вирішила більшість аспектів конфлікту.

## Хід конфлікту

### Перша битва за Гегліг 26-28 березня
26 березня Республіка Судан заявила, що Південний Судан атакував нафтове родовище Гегліг, розташоване в штаті Південний Кордофан. В той же час Південний Судан стверджує, що він діяв в порядку самооборони після нападу на його територію. На наступний день 27 березня суданські повітряні сили почали бомбардування нафтових родовищ штату Західній Верхній Ніл в Південному Судані, розташованого на північ від столиці штату — Бентіу. Суданська армія здійснила напад на спірні території Джау, Пан-Акуач і Тешвін, але були відбиті.

### Початок квітня: захоплення Геглігу Південним Суданом
4 квітня Південний Судан заявив, що збив суданський літак МіГ-29. Згідно з повідомленнями, мали місце також повітряні нальоти біля м. Гегліг на нафтопроводи, внаслідок яких знімальна група Аль-Джазіри змушена була припинити свою роботу. Бомбардування не привели до значних жертв або шкоди. В свою чергу, суданський уряд заперечив інформацію про будь-які авіаудари з повітря і назвав звинувачення «вигадками» Південного Судану.
9 квітня місто Тешвін, що знаходилося під контролем сил півдня, було обстріляне артилерією та бойовими літаками Судану. Крім того Південь заявив, що місто Аб'ємнхом зазнало нападу з боку двох бригад із суданської армії і була зроблена спроба захопити нафтові родовища. Принаймні четверо цивільних осіб отримали поранення в ході зіткнень, хоча не було ніяких безпосередніх повідомлень про військові втрати з обох сторін. Уряд Півдня заявив, що північні сили порушили кордон в супроводі ополченців, але були відбиті. Згодом суданський військовий представник визнав, що суданська армія зазнала поразки під час битви при Гегліг та змушена відступити на північ.
Віце-президент Судану Аль-Хадж Адам 11 квітня офіційно оголосив про те, між двома країнами стан війни і всі переговори між державами були припинені. Парламенти півночі і півдня закликали до мобілізації своїх збройних сил.

### Суданський контрнаступ
З моменту захоплення міста Гегліг, Південний Судан розпочав активно зміцнювати свої позиції в ньому, в той час коли Судан продовжував мобілізувати свої власні сили. За даними південносуданського уряду, лінія фронту залишалася сталою протягом дня. В той же час представник суданського уряду заявив, що армія півночі на околиці міста і ситуація буде вирішуватися «протягом декількох годин.» Він також додав, що Південний Судан не в змозі контролювати «весь штат Південний Кордофан». За повідомленнями ЗМІ під час п'ятничної молитви 13 квітня в Судані відбулися проповіді, в яких закликалося до патріотизму і боротьби проти півдня.
Віце-президент Південного Судану Ріек Мачара заявив про невдачу Судану повернути Гегліг силою. Армія була зупинена в 30 кілометрах від міста. За його словами під час зіткнень було знищено 2 танки останніх. ВПС Судану використали 2 Су-25 для бомбардування регіонів Джау і Пан-Акуач, внаслідок чого загинули 5 мирних мешканців.
15 квітня Судан, обстрілявши західну частину штату Верхній Ніл, відкрив новий фронт. Суданські війська перейшли кордон і на деякий час зайняли невелике містечко Куєк. Представники Хартума виключили будь-які мирні переговори з півднем, кажучи, що це зашкодить національної гордості, якщо Судан не повернути Гегліг силою.

### Друга битва за Гегліг
22 квітня суданська армія увійшла в нафтове родовище Гегліг. Президент Судану Омар аль-Башир провів переможний мітинг в Хартумі. Проте, незважаючи на це, впродовж усього кордону спалахнули бойові дії. Сили півночі за підтримки танків і артилерії розпочали три хвилі атак в 10 км глибоко всередину Південного Судану. Принаймні один солдат півдня був убитий і двоє отримали поранення в результаті нападу. Хартум також здійснив авіаудар по місту Рубконе 23 квітня, пошкодивши кілька кіосків на ринку, в спробі зруйнувати міст між Рубконе і сусіднім Бентіу.
З взяттям ключового міста, конфлікт зменшився до ізольованих прикордонних сутичок і обмежених суданських авіаударів проти Південного Судану. З травня 2012 року сторони перейшли до мирного урегулювання конфлікту при сприянні Африканського Союзу.

## Мирне урегулювання конфлікту
На зустрічі з міністром закордонних справ Єгипту Магометом Камель Амром 15 квітня, який прибув в Хартум для урегулювання конфлікту, Омар аль-Башир виключив будь-які переговори з Південним Суданом, поки сили півдня не звільнять місто Гегліг. За словами представника Африканського Союзу медіатора Табо Мбекі станом на 22 травня сторони готові повернутися за стіл переговорів.
27 вересня Президент Судану Омар аль-Башир і президент Південного Судану Салва Киїр підписали 8 угод в Аддис-Абебі, які дозволяють відновити важливі експортні поставки нафти і передбачають створення 10-кілометрової демілітаризованої зони уздовж кордону країн. Угодами також було дозволено повернення 350,000 барелів південносуданської нафти на світовий ринок. В домовленностях вирішуються параметри існування прикордонної зони, питання економічного співробітництва та захисту громадян обох держав. Крім того було вирішено продовжувати мирні переговори в майбутньому, оскільки не всі проблеми і суперечності були вирішені.
Генеральний секретар Організації Об'єднаних Націй Пан Гі Мун та прем'єр-міністр Ефіопії Гайле Мар'ям Десалень високо оцінили результати домовленностей лідерів і сподіваються, що це стане імпульсом до покращення ситуації.
В середині березня 2013 року обидві країни почали виводити свої війська з прикордонної території в надії створення демілітаризованої буферної зони та відновлення експорту південносуданської нафти через Судан. На початку квітня було відновлено транзит нафти півдня через нафтопроводи Судану. У жовтні 2013 року Омар аль-Башир відвідав Джубу, щоб обговорити заходи з Салвою Киїр. Після зустрічі він заявив, що був досягнутий певний прогрес. Зі свого боку Киїр сказав, що він шукав можливість для налагодження відносин з Суданом.

## Міжнародна реакція
- Організація Об'єднаних Націй

27 березня, прес-секретар Генерального секретаря Організації Об'єднаних Націй Пан Гі Муна закликав обидві країни покласти край конфлікту і «використовувати в повній мірі існуючі політичні і безпекові механізми для мирного вирішення їх суперечностей». 23 квітня 2012 року Пан Гі Мун засудив бомбардування Судану в прикордонних районах Південного Судану, вимагаючи від Хартума припинити всі військові дії в терміновому порядку.
- Ліга арабських держав

15 квітня 2012 року арабський парламент закликав Південний Судан до стриманості і вийти з міста Гегліг. Салем Декбасі, керівник Арабського парламенту, підписав заяву з закликом до Південного Судану «прислухатися до голосу розуму» і негайно вивести свої війська з районів, окупованих в суданській території.
- Африканський Союз

25 квітня 2012 року Африканський союз засудив бомбардування Судану частин Південного Судану, і закликав обидві сторони припинити всі військові дії. АС закликав обидві сторони утриматися від «провокаційних заяв і пропаганди, які можуть підживлювати конфлікт».
- Іран

15 квітня 2012 року відповідно до IRIB World Service прес-секретар МЗС Ірану Рамін Мегманпараст заявив, що Іран закликає Південний Судан негайно і беззастережно відвести назад свої сили і повернутися до визначених меж.
- Кенія

27 березня 2012 року президент Кенії Мваї Кібакі припустив, що Кенія може стати посередником між двома країнами, заявивши про те, що «Кенія зацікавлена в хороших і стабільних відносин між двома країнами».
- Об'єднане Королівство

6 травня 2012 року міністр Генрі Беллінгам підтримав ініціативу Африканського союзу стосовно відновлення переговорів і дотримання угоди про припинення вогню.
- Сполучені Штати Америки

11 квітня 2012 року Держдепартамент США засудив дії Південного Судану і в заяві сказав: «Ми засуджуємо військове втручання Південного Судану, напад і захоплення Хелігу, як акт, який виходить за рамки самооборони і підвищує напруженість у відносинах між Суданом і Південний Судан до небезпечного рівня».

## Підсумки конфлікту
Командувач Народних сил оборони Уганди (УПДФ) Аронда Някайріма заявив, що Уганда підтримає Південний Судан, якщо між ним і Суданом почнеться війна.
Парламент Судану ухвалив 16 квітня 2012 р. заяву, в якій сусідній Південний Судан був названий ворожою державою.
22 квітня 2012 року Південний Судан завершив виведення своїх військ з Гегліга та розкритикував дії Судану, який не припиняв завдавати ударів по житлових кварталах весь той час, коли південносуданські війська вже залишили місто. Президент Судану Омар аль-Башир 23 квітня 2012 р. заявив у місті Гегліг: «Ми не збираємося говорити з урядом Південного Судану, оскільки вони розуміють тільки мову автоматів і патронів»..
Близько 1,2 тисячі громадян Південного Судану загинули в результаті військового конфлікту з сусіднім Суданом через регіон Гегліг (заява командувача південносуданської армії Камали Маруфа від 23 квітня 2012 року).